# Santo Araniti
Santo Araniti (Reggio Calabria, 25 aprile 1947) è un mafioso italiano, capobastone dell'omonima cosca della 'Ndrangheta calabrese.

## Biografia
Incomincia la sua carriera criminale a fianco del capobastone di Reggio Calabria Domenico Tripodo.

### Santista, e alleato dei De Stefano durante le due guerre di 'Ndrangheta
Negli anni settanta divenne santista e fece parte della Massoneria. Fu un alleato chiave dei De Stefano nella guerra proprio contro Tripodo, (prima guerra di 'Ndrangheta). Nel 1985 quando scoppiò la seconda guerra di 'Ndrangheta si alleò con i Serraino-Condello e gli Imerti in lotta contro i De Stefano e Tegano.

### Condanna e arresto
Nel 1990 fu condannato a 9 anni per traffico di stupefacenti e successivamente condannato all'ergastolo per l'omicidio del 1989 di Lodovico Ligato, ex capo delle ferrovie dello stato. 
Per un periodo è stato considerato il capo della commissione interprovinciale, ente istituito dopo la seconda guerra di 'Ndrangheta per dirimere questioni tra le 'ndrine.
Venne arrestato il 24 maggio 1994 a Roma e incarcerato con il 41 bis. Al momento dell'arresto aveva in tasca un telefono cellulare intestato al Capo Vice Delegazione del Vertice G7 presso la Farnesina. 
Dal novembre 2008 viene tolto da quel regime carcerario.

### Indagato per l'omicidio Scopelliti
Nel 2019 il procuratore Giuseppe Lombardo riapre l'inchiesta per l'omicidio di Antonino Scopelliti e risulta tra gli indagati insieme a Pasquale Bertuca, Vincenzo Bertuca, Giorgio De Stefano, Gino Molinetti, Antonino Pesce, Giuseppe Piromalli, Giovanni Tegano, Pasquale Tegano, Vincenzo Zito e esponenti di Cosa Nostra.